# Albi di Tex (2001)

## Prospetto
| Nr. | Titolo                  | Mese di pubblicazione | Soggetto      | Sceneggiatura | Disegni           |
| --- | ----------------------- | --------------------- | ------------- | ------------- | ----------------- |
| 483 | A sangue freddo         | gennaio               | Mauro Boselli | Mauro Boselli | Guglielmo Letteri |
| 484 | I colpevoli             | febbraio              | Mauro Boselli | Mauro Boselli | Guglielmo Letteri |
| 485 | I cavalieri del Wyoming | marzo                 | Claudio Nizzi | Claudio Nizzi | Fernando Fusco    |
| 486 | Filo spinato            | aprile                | Claudio Nizzi | Claudio Nizzi | Fernando Fusco    |
| 487 | L'angelo della vendetta | maggio                | Claudio Nizzi | Claudio Nizzi | Fernando Fusco    |
| 488 | Matador!                | giugno                | Mauro Boselli | Mauro Boselli | Aldo Capitanio    |
| 489 | La collera dei Montoya  | luglio                | Mauro Boselli | Mauro Boselli | Aldo Capitanio    |
| 490 | Congiura contro Custer  | agosto                | Claudio Nizzi | Claudio Nizzi | Giovanni Ticci    |
| 491 | Le grandi praterie      | settembre             | Claudio Nizzi | Claudio Nizzi | Giovanni Ticci    |
| 492 | Little Bighorn          | ottobre               | Claudio Nizzi | Claudio Nizzi | Giovanni Ticci    |
| 493 | La morte nera           | novembre              | Claudio Nizzi | Claudio Nizzi | Fabio Civitelli   |
| 494 | La maschera dell'orrore | dicembre              | Claudio Nizzi | Claudio Nizzi | José Ortiz        |

## Trame

### Congiura contro Custer (nn. 490-492)
- Ristampata con un'introduzione in Claudio Nizzi (testi), Giovanni Ticci (disegni); Congiura contro Custer, in Bestsellers, Arnoldo Mondadori, Milano, ISBN 9788804590514.
- Tratta dalle vicende storiche di George Armstrong Custer.

#### Congiura contro Custer
Durante una battuta di caccia ai puma sui monti Navajos, Tex e i suoi pards vengono informati dell'arrivo alla riserva di Thomas Farrell, un giornalista. Costui sta scrivendo una biografia di Custer e, su suggerimento del generale Davis, si è messo in contatto con Tex e Carson poiché essi, a suo tempo, presero parte alla famosa spedizione sulle Colline Nere e alla battaglia del Little Bighorn.
Dopo cena, al villaggio, Farrell spiega di aver ormai quasi concluso il libro, e che ha difficoltà a ricostruire le vicende dell'ultima campagna di Custer, a causa del fatto che nessuno tornò dal Little Bighorn. Ha però saputo da Davis che Tex e Carson si erano aggregati al Settimo in incognito, e anche per questo si è rivolto a loro. Tex, allora, comincia a raccontare.
Nel 1874 il governo, per far fronte alla crisi economica, organizzò una spedizione sulle Colline Nere, territorio sacro ai Sioux e la cui inviolabilità era stata sancita da un accordo con le tribù. Tuttavia la spedizione era stata organizzata ugualmente e alla sua testa era stato posto Custer, già distintosi nelle guerre indiane e soprattutto per il massacro del fiume Washita (1868). Tex e Carson, partiti con largo anticipo, si erano recati da Toro Seduto e Cavallo Pazzo per contrattare il passaggio della colonna militare senza intoppi, così da non fornire a Custer il casus belli. Durante la risalita del Missouri, però, erano fortunosamente venuti a sapere di un intrigo volto a uccidere Custer per farne cadere la colpa sugli indiani. Giunti a Bismarck, si erano imbattuti in Lupo-che-corre, un Sioux alcolizzato, ma un tempo valoroso guerriero di Toro Seduto.
Conosciuta la sua storia (era caduto in depressione dopo aver perso moglie e figli nel massacro del Washita), lo convinsero a portarli da Toro Seduto e, giunti al villaggio, riuscirono a convincerlo a non attaccare la spedizione quando passerà sui territori della tribù. Recatisi poi al villaggio di Cavallo Pazzo, avevano assistito ad una spettacolare caccia ai bisonti.

#### Le grandi praterie
Durante la grandiosa festa per la buona battuta di caccia, Tex e Carson riuscirono a convincere anche lui e dunque, soddisfatti, ripartirono per unirsi finalmente ai militari. Giunti a Fort Lincoln, fecero la conoscenza di Custer e in seguito, nel saloon del forte, incontrarono uno dei congiurati, Mike Regan. Seguendolo, giunsero agli uffici di un certo Baxter, imprenditore minerario; attesolo fuori, l'avevano chiuso in un angolo e stavano per scoprire l'identità del killer che avrebbe ucciso Custer, quando Regan era stato freddato da un colpo di pistola (in realtà, come avrebbero scoperto solo in seguito, Regan era andato da Baxter per ricattarlo e Baxter l'aveva fatto uccidere).
La spedizione partì, e in capo a tre settimane di marce forzate giunse sul French Creek, dove venne installato un campo e i geologi iniziarono i rilevamenti. Custer, dal canto suo, aveva passato il tempo andando a caccia. Tre settimane dopo, però, venne scoperto l'oro: la notizia, subito trasmessa da Custer, si era propagata a macchia d'olio in tutto il Paese.
Nel frattempo, Tex e Carson avevano anche scoperto che il misterioso killer era Arikara Jim, uno degli scout di Custer, che progettava di uccidere il militare con una freccia Sioux. Coltolo sul fatto, nello scontro che ne era seguito avevano ucciso sia lui che il suo contatto, Henry Mason (l'ingegnere che in precedenza aveva anche ucciso Regan). La spedizione, conclusi i rilevamenti, tornò quindi alla base e Tex e Carson si congedarono da Custer.
Le cose precipitarono: la notizia dell'oro delle Colline Nere aveva già fatto il giro del Paese e il governo, con una mossa burocratica, aveva dichiarato i Sioux "ostili", di fatto dando inizio alla guerra. Due anni dopo la spedizione, alla vigilia delle ostilità, Davis si era visto costretto a convocare in gran segreto Tex e Carson e, messili al corrente della situazione, a pregarli di precedere le colonne militari e pregare Toro Seduto e Cavallo Pazzo di arrendersi per evitare spargimenti di sangue. Custer, nel frattempo, era caduto in disgrazia a causa della sua testimonianza contro Orville Grant, fratello dell'allora presidente Ulysses, in uno scandalo (storico). Partiti ventre a terra, avevano raggiunto il villaggio di Toro Seduto sulle sorgenti del fiume Rosebud, mentre il capo era però intento a meditare in solitaria.

#### Little Bighorn
Al villaggio, avevano saputo da Lupo-che-corre che il capo degli Oglala, Cavallo Pazzo, era partito per attaccare la colonna del generale Crook. Grazie alla sua innata abilità tattica, Cavallo Pazzo era riuscito a sconfiggere Crook, ma al suo rientro al villaggio Tex e Carson avevano capito di non poter convincere né lui né Toro Seduto (che intanto aveva esperito una visione) alla resa.
Il giorno dopo, Toro Seduto e Cavallo Pazzo avevano levato le tende e si erano riuniti ai loro alleati al Little Bighorn, dando vita al più grande accampamento indiano mai visto e a un esercito persino più grande di quello che stava per attaccarli. Intanto, al quartier generale, il generale Terry stava dando gli ultimi ordini agli altri comandanti. Il giorno dopo, Custer e il Settimo partirono alla volta del Little Bighorn.
Marciando a tappe forzate, Custer si era portato in prossimità dell'accampamento e aveva deciso di anticipare l'attacco di un giorno, così da ottenere la gloria tutta per sé. Nemmeno l'intervento di Tex e Carson, che anzi erano stati messi agli arresti, era servito a dissuaderlo, ignaro com'era della sconfitta subita da Crook pochi giorni prima e delle reali dimensioni del campo.
Una serie di errori tattici, tra cui la separazione delle forze e le marce estenuanti a cui aveva sottoposto i suoi uomini, portò Custer alla disfatta: gli indiani, numericamente di molto superiori, avevano sconfitto facilmente la colonna del maggiore Reno, che li attaccava da sud, per poi staccarsi e attaccare i reggimenti di Custer. I soldati si erano attestati su una collina, ma il numero di avversari era troppo grande e li aveva facilmente sopraffatti. Tex, nel tentativo di catturare Custer vivo perché la morte non lo trasformasse in un eroe, si era gettato nella mischia, ma non aveva potuto impedire che Lupo-che-corre compisse la sua vendetta.
Concludendo la sua storia, Tex rivela che Toro Seduto aveva smontato il campo su suo consiglio, e che per rispetto nei confronti di un nemico valoroso aveva dato ordine che il corpo di Custer non fosse mutilato. Infine, lascia Farrell libero di raccontare la verità o meno, avvertendolo però che ha pochissime possibilità di ribaltare la leggenda di Custer.